# Liste der anglikanischen Kirchen
Die Liste der anglikanischen Kirchen enthält Kirchen, die dem Anglikanismus zugeordnet werden. 

## Mitgliedskirchen der Anglikanischen Gemeinschaft
Der wichtigste Zusammenschluss anglikanischer Kirchen ist die Anglikanische Gemeinschaft, zu der 42 Mitgliedskirchen und 5 Extraprovinzielle anglikanische Kirchen gehören.

## Weitere anglikanische Kirchen
Seit Mitte des 20. Jahrhunderts entstanden durch Abspaltungen von den Kirchen der Anglikanischen Gemeinschaft kleinere Kirchen, die sich teilweise wiederum zu internationalen Gemeinschaften zusammenschlossen.
- Anglican Church in America
  - (Teil der Traditional Anglican Communion)
- Anglican Church in North America
- Anglican Province of America
- Anglican Province of Christ the King
- Reformierte Episkopalkirche (entstanden schon 1873, inzwischen Teil der Anglican Church in North America)
- Anglican Catholic Church
- Orthodox Anglican Church
  - (Teil der Orthodox Anglican Communion)

Ferner gibt es die Anglo-Lutheran Catholic Church, eine Abspaltung der Lutheran Church – Missouri Synod, die sich dem anglikanischen und römisch-katholischen Kirchenverständnis angenähert hat.